# Jean Bourgoin
Jean Bourgoin (ur. 4 marca 1913 w Paryżu; zm. 3 września 1991 tamże) – francuski operator filmowy. Współpracownik czołowych francuskich reżyserów, takich jak Jean Renoir, Jacques Becker, André Cayatte czy Jacques Tati.

## Nagrody
Laureat Oscara za najlepsze zdjęcia do filmu Najdłuższy dzień (1962).

## Filmografia

### operator
- 1936:
  - Życie należy do nas (dramat: czas – 66')
- 1938:
  - Czas czereśni (obyczajowy: 81')
  - Marsylianka (dramat historyczny: 135')
- 1940: L'or du Cristobal  (obyczajowy: 80')
- 1943:
  - Skarb rodziny Goupi (komediodramat: 104')
  - L'homme qui vendit son âme (99')
  - Ceux du rivage (90')
- 1945: Pudełko snów (komediodramat: 100')
- 1946:
  - Christine se marie (88')
  - Demony świtu (dramat wojenny: 100')
- 1947:
  - La nuit de Sybille (komedia: 90')
  - Voyage surprise (komedia: 85')
  - Rouletabille joue et gagne (sensacyjny: 95')
- 1948:
  - Colomba
  - Dédée z Antwerpii (obyczajowy: 86')
  - W sercu burzy (dokumentalny/wojenny: 80')
- 1949:
  - La voix du rêve (obyczajowy: 94')
  - Szkoła jazdy (dramat: 91')
  - Hans le marin (kryminał: 95')
  - Branquignol (komedia: 97')
- 1950: Sprawiedliwości stało się zadość (dramat sądowy: 105')
- 1951:
  - Rue des Saussaies (obyczajowy: 85')
  - Ombre et lumière (dramat: 92')
  - Le vrai coupable (obyczajowy: 90')
- 1952:
  - La maison dans la dune (obyczajowy: 90')
  - Wszyscy jesteśmy mordercami (kryminał: 115')
  - Les conquérants solitaires (obyczajowy: 92')
  - C'est arrivé à Paris (komedia: 90')
- 1953:
  - Suivez cet homme (kryminał: 95')
  - Lettre ouverte (komedia: 100')
- 1954: Przed potopem (kryminał: 138')
- 1955:
  - Les chiffonniers d'Emmaüs (komediodramat: 100')
  - Czarna teczka (obyczajowy: 115')
  - Tajne akta (film noir: 93')
  - Huzarzy (komedia: 102')
- 1956: Les assassins du dimanche (obyczajowy: 110')
- 1957: La rivière des trois jonques (przygodowy: 96')
- 1958:
  - Mój wujaszek (komedia: 116')
  - Kawaler króla jegomości (przygodowy: 82')
  - Goha (obyczajowy: 83')
- 1959: Czarny Orfeusz (dramat/fantasy: 100')
- 1960:
  - Une fille pour l'été (komedia: 80')
  - Et cetera pana pułkownika (komedia: 100')
  - Chicago Digest (krótkometrażowy/komedia: 28')
- 1962:
  - Najdłuższy dzień (dramat wojenny: 178')
  - Fałszywy zdrajca (dreszczowiec: 140')
  - Gigot (komedia: 104')
- 1963:
  - Germinal (obyczajowy: 110'0
  - Chagall (krótkometrażowy/biograficzny: 25')
- 1965: Pas question le samedi (komedia: 116')
- 1966: Avec Claude Monet (krótkometrażowy/dokumentalny: 18')
- 1967: Money-Go-Round (krótkometrażowy: 38')
- 1968:
  - Ci wspaniali mężczyźni na swych rowerach (komedia/sport: 110')
  - Roi de Bavière (dokument/film TV)
- 1970:
  - Dlaczego? (dreszczowiec: 73')
  - L'homme de désir (obyczajowy: 100')
- 1972: Czerwona komnata (dramat: 89')

### kamerzysta
- 1935: Les mystères de Paris (obyczajowy: czas – 110')
- 1936: Le mort en fuite (komedia: 85')
- 1937: Towarzysze broni (dramat wojenny: 113')
- 1942: Ostatni atut (dramat kryminalny: 105')
- 1942: Monsieur La Souris (kryminał: 106')
- 1943: Skarb rodziny Goupi (komediodramat: 104')
- 1946: Wycieczka na wieś (krótkometrażowy: 40')
- 1949: Kochankowie z Werony (melodramat: 105')